# 仁連宿
仁連宿（にれいしゅく、にれいじゅく）は、江戸時代の日光東街道（関宿通多功道）における下総国の宿場。現在は茨城県古河市仁連に相当する。
日光東街道の起点となる水戸街道小金宿・我孫子宿間の追分から数えて6番目の宿場である。

## 歴史
宿駅の成立は、正保4年（1647年）、仁連村名主・善右衛門が街道を通る荷物の馬継を始め、慶安元年（1648年）に幕府がこれを追認したことによる。宿駅の管理は主に幕府が担った。ただし、寛永16年（1639年）から享保10年（1725年）までは下野国の壬生藩領であった。

## 町の概要
享和 3年（1803年）、家数は122軒、人口は550人（男294人、女247人、出家4人、山伏2人、道心3人）、馬17疋である。（『鈴木篤三家文書』）　町は上町・下町・御辺・江口から構成された。　本陣は一軒あったが脇本陣はない。本陣は鈴木家が務め、名主・問屋も兼ねていた。
宿場の位置は、かつての日光東街道に相当する県道17号沿い、仁連十字路から南に約 400mm 下った東漸寺・妙厳寺の周辺であった。

## 寺社
- 東漸寺 :　真言宗寺院。山号は「青谷山」。平安時代末の文治5年（1189年）、覚法により開基。古河市前林の東光寺の末寺であり、その一字を取って寺号を東禅（漸）寺とした。文明5年（1469年）、松橋流の真言密教を伝えられる。（寛保2年・1742年に記された同寺記録による）　[6] [7] [3]
- 妙厳寺 :　天台宗寺院。山号は「鷲宮山」。過去帳によれば、尊秀による開山。時期については、文和年間（1352～1355年）の住持・秀永の名前が残されているので、さらにさかのぼる。[8] [9] [10]　寛文5年（1665年）、幕府より御朱印地10石を安堵されている[11]。[3]
- 天満社 :　仁連御辺の台地上にあり、祭神は菅原道真。鎌倉時代の弘安年間（1278～1287年）に創建されたが、室町時代に永享の乱の兵火で堂宇を焼失、江戸時代の寛永年間（1624～1643年）に再建された。（明治期以降の縁起類より）　慶安元年（1648年）、将軍・徳川家光より、御朱印地 3石を安堵されている。[12] [3]

## 助郷の村々
各宿場町では、参勤交代や公用の人や物を運ぶために人馬を常備する必要があったが、これを助けるために近隣の村々が助郷に指定された。仁連宿の場合は、定まった助郷村がなく、必要になる度に近隣の村々に要請した。 壬生藩領の時期には、藩が領内の村から割り当てていた。山田村、柳橋村、新和田村などである。幕府領の時期には、道中奉行所に願い出る形式になった。例えば、嘉永 3年（1850年）、老中・阿部伊勢守の日光登山時には、東山田村・沓掛村・生子村・大生郷村など50ヵ村（本田25ヵ村、新田25ヵ村）が割り当てられている。（『鈴木篤三家文書』） 　享保13年（1728年）の日光社参のときには、平塚村・菅谷村・恩名村・東山田村など22ヵ村だった。（『鈴木篤三家文書』）

## 隣の宿場
谷貝宿 - 仁連宿 - 諸川宿